# Hypotia
Hypotia là một chi bướm đêm thuộc họ Pyralidae.

## Các loài
- Hypotia achatina  C. Felder, R. Felder & Rogenhofer in C. Felder, R. Felder & Rogenhofer, 1875
- Hypotia argentalis (Hampson, 1900)
- Hypotia bertazii (Turati, 1926)
- Hypotia bleusei (Oberthür, 1888)
- Hypotia bolinalis (Walker, 1859)
- Hypotia brandbergensis  Leraut, 2007
- Hypotia brandti (Amsel, 1949)
- Hypotia chretieni (D. Lucas, 1910)
- Hypotia colchicalis (Herrich-Schäffer, 1851)
- Hypotia colchicaloides (Amsel, 1949)
- Hypotia concatenalis  Lederer, 1858
- Hypotia corticalis (Denis & Schiffermüller, 1775)
- Hypotia cribellalis  Erschoff, 1874
- Hypotia decembralis  Leraut, 2007
- Hypotia diehlalis (Viette, 1953)
- Hypotia difformis (Falkovitsch, 1976)
- Hypotia dinteri  Grünberg, 1910
- Hypotia eberti  Leraut, 2007
- Hypotia griveaudi  Leraut, 2004
- Hypotia infulalis  Lederer, 1858
- Hypotia khorgosalis (Ragonot, 1891)
- Hypotia leonalis (Oberthür, 1887)
- Hypotia leucographalis (Hampson, 1900)
- Hypotia littoralis  Leraut, 2009
- Hypotia lobalis (Chrétien, 1915)
- Hypotia longidentalis (Rothschild, 1913)
- Hypotia mahafalyalis  Leraut, 2009
- Hypotia massilialis (Duponchel, 1832)
- Hypotia mavromoustakisi (Rebel, 1928)
- Hypotia metasialis (Amsel, 1954)
- Hypotia meyi  Leraut, 2007
- Hypotia miegi (Ragonot, 1895)
- Hypotia mimicralis (Amsel, 1951)
- Hypotia mineti  Leraut, 2004
- Hypotia muscosalis (Rebel, 1917)
- Hypotia myalis (Rothschild, 1913)
- Hypotia namibiensis  Leraut, 2007
- Hypotia noctua (Falkovitsch, 1976)
- Hypotia numidalis (Hampson, 1900)
- Hypotia opiparalis (Swinhoe, 1890)
- Hypotia opisma (Falkovitsch, 1976)
- Hypotia orphna (Falkovitsch, 1976)
- Hypotia oxodontalis (Hampson, 1900)
- Hypotia pectinalis (Herrich-Schäffer, 1838)
- Hypotia persinualis (Hampson, 1900)
- Hypotia proximalis  Christoph, 1882
- Hypotia rectangula (Amsel, 1949)
- Hypotia seyrigalis (Viette, 1953)
- Hypotia sinaica (Rebel, 1903)
- Hypotia speciosalis  Christoph, 1885
- Hypotia syrtalis (Ragonot, 1887)
- Hypotia theopoldi (Amsel, 1956)
- Hypotia viettei  Leraut, 2004
- Hypotia vulgaris  Butler, 1881

## Hình ảnh

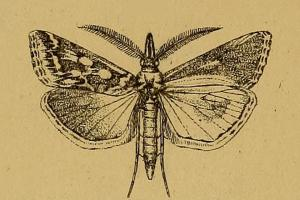
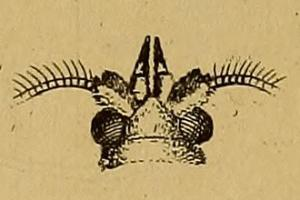
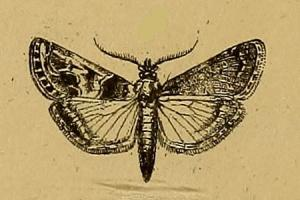
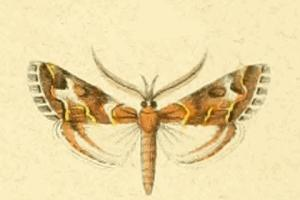